# Aleksander (bizantinski cesar)
Aleksander (grško Αλέξανδρος  [Alexandros]) je bil cesar Bizantinskega cesarstva, ki je vladal leta 912 in 913, * 870, † 6. junij 913.
Bil je  tretji sin cesarja Bazilija I. in Evdokije Ingerine. V nasprotju z bratom Leonom VI. Modrim njegov oče (Bazilij I. ali Mihael III.) ni bil sporen, ker je bil rojen več let po Mihaelovi smrti.

## Življenjepis
Aleksander je bil že okoli leta 879 kronan za očetovega socesarja.  Po smrti brata Leona VI. 11. maja 912 je postal starejši cesar z Leonovim mlajšim sinom Konstantinom VII. kot socesarjem. Bil je prvi bizantinski cesar, ki se je na kovancih naslavljal z autokrator (αὐτοκράτωρ πιστὸς εὑσεβὴς βασιλεὺς [autokrátor pistós eusebís basilèus], cesar vere željnega kraljestva) kot znak konca tridesetletnega socesarjevanja. Po prevzemu oblasti je takoj odslovil vse Leonove svetovalce in izbrance, vključno z admiralom Himerijem, patriarhom Evtimijem in cesarico Zojo Karbonopsino, materjo Konstantina VII., katero je zaprl v samostan. Patriarhat je ponovno prenesel na Nikolaja Mistika, ki je bil odstavljen s položaja zaradi nasprotovanja Leonovi četrti poroki. 
Aleksandra je med njegovo kratko vladavino  napadla abasidska vojska pod poveljstvom Al Muktadirja, sam pa je izzval vojno s Simeonom I. Bolgarskim, ker je Bolgarom prenehal plačevati letni davek. Umrl je 6. junija 913 zaradi izčrpanosti po tekmi cikanisteriona, s čimer se je  baje izpolnila prerokba, da bo vladal samo trinajst mesecev.

## Zapuščina
Vsi viri so do Aleksandra brez izjeme sovražni. Opisujejo ga kot lenega, razuzdanega in hudobnega človeka. O njem se je celo govorilo, da je nameraval kastrirati mladega Konstantina VII., da bi ga mu onemogočil nasledstvo bizantinskega prestola.  Grožnja se ni udejanila, svojemu nasledniku pa je zapustil sovražnega regenta Nikolaja Mistika in začetek dolge vojne proti Bolgariji. Viri ga obtožujejo tudi malikovanja, vključno s poganskim žrtvovanjem zlatemu kipu divjega vepra na konstantinopelskem hipodromu v pričakovanju, da bo ozdravil njegovo impotenco.